# 境界之輪迴
《境界之輪迴》是日本漫畫家高橋留美子的日本漫畫作品。於《週刊少年Sunday》2009年21·22合併號開始連載至2018年3·4合併號完結，單行本全40冊。
本作是由死神少年・輪迴以及第六感少女・櫻、一同以學園及靈界為舞台所交織而成的鎮魂譚。本作雖涉及到幽靈、超常現象以及死亡等要素，相比同作者的《人魚之森》以及《微笑標的》等作品充滿恐怖要素不同，大多是漫畫式明快解決問題的故事。另外也有像是以神秘小說的方式解決謎題的故事。
相對於前作《犬夜叉》沉重的內容，本作只保留戰鬥的要素，並像早期作品一樣回歸搞笑及喜劇要素。
電視動畫第1期於2015年4月～9月開播，2016年4月～9月播出第2期，2017年4月～9月播出第3期。

## 故事簡介
真宮櫻自從幼年時被堕魔死神带离之後，獲得了能看見幽靈的能力。在學校裡櫻遇到了具有死神血統的同學六道輪迴，随后真宮櫻和六道輪迴一起引導幽靈至輪迴之輪。

## 登場人物
※ 配音員分别出自「Sunday CM劇場」／电视动画；若未分别列出则为电视动画配音員。

### 主要角色
六道輪迴（配音員：石川界人、本泉莉奈（幼少期）；簡懷甄（香港）；宋昱璁（台灣））
本作男主角。三界高中1年4班，坐在櫻的右邊。居住在人類世界，同時具有人類和死神血統的混血兒，與父親一樣有著紅髮及紅眼。負責在人世中拯救徬徨無助的靈魂，讓他們能夠進入「輪迴之輪」的死神工作。父親六道鯖人是堕魔死神的首領。祖母魂子是擁有白金證的「名譽死神」。死神界中以「名譽死神之孫」而出名，堕魔死神們則稱他為「小老闆」。
穿著國中時的襯衫及「黃泉的羽織」。
在學校散布在百葉箱放入委託的內容及供品的傳聞，從中接受委託以獲得每天食糧及報酬，但通常不會太過順利，大部分都是以赤字告終。
基本的工作內容是「去除仍掛念人世的靈魂的思念」。不採用硬幹的方式，而是採用較溫和的手法，極力避免捲入其他人。但由於不幸體質及過於小氣，常讓靈魂惡靈化。如果忽略支出，其淨靈的實力會相比其他純種死神優秀，但容易在關鍵時刻出錯，因此常遇到像催眠術沒效、被除靈對象吃掉等狀況。由於不是純種的死神，所以能力較差，因此必須使用較多的死神道具作彌補，讓他因此陷於必須購買大量道具讓手頭越來越緊的惡性循環。輪迴大部分的道具都是來自死神講習會的試用品，便宜但問題很多的中古品，新的產品除非便宜否則不會使用。
祖父在世時和其住在一起，現在則住在他就讀的學校裡一棟被荒廢的社團校舍建築中。代替祖母行使死神的職責。擁有一件稱為「黄泉的羽織」（黄泉の羽織）的貴重的長袍，穿上它能讓輪迴在普通人面前隱身。如果反著穿則能讓幽靈實體化。由於資金短缺，非常節約用錢，從不將錢花在房租、制服以及許多其他的生活必需品上。有時候會因為赤字的關係而流血淚。對於十文字和櫻一起的時候表示吃醋。極為討厭墮魔死神。
相當純情專一，對櫻有好感。。以全名稱呼櫻為「真宮櫻」、當初對於把她捲入到自己的工作中而感到不快，但對她各種協助十分感激，並認同她的淨靈能力。當櫻目擊自己和女生有親密的行動時總會常常衝上去緊張地解釋，看見櫻便立即與對方拉開距離。在櫻遇到危險時會立刻衝過去保護對方。在得到她手織的圍巾時相當感動。
在一次彼世的抽獎活動中，抽中了旅行大獎，於是與真宮櫻一起去了旅行。在旅行的後段，一起用撿來的境界石製作了一對的手鍊（價值1500日元），輪迴表示說不會賣出去。因為除靈檢定事件和加上之後所發生的事件引發了真宫櫻的誤會，最終兩人解除誤會和好所有事件也結束了。現在與櫻正式交往中，而且與櫻多次約會。
輪迴主要使用的死神道具
詳細請參照死神道具。
輪迴的必殺技
火車烈斷
在輪廻之輪所在的世界只要投錢就會出現與價格相對應的火車，只要將幽靈或惡靈丟過去就能斬斷對人世的思念。惡靈的價格為幽靈的十倍（50元→500元）。
冥戶遮断
使用紙幣變成石壁來擋住黃泉的入口。
千之風氣流
使用許多千圓鈔（其他鈔票或假鈔也能用，越高額的威力越強）乘著風丟向敵人的華麗必殺技，但貧困的輪迴幾乎沒使用過。
真宮櫻（配音員：伊瀨茉莉也／井上麻里奈（日本）；何凱怡（香港）；楊凱凱（台灣））
本作女主角。幼年時被堕魔死神帶入進入彼世，在魂子的幫助下回到人間，但因吃了彼世的食物，從那之後她便獲得能看見幽靈的能力。由於長年能看得見幽靈，所以並不對幽靈感到陌生害怕。
意外地非常受歡迎，有許多人單相思（雖然本人最初並不知道，看了安妮塔所製的單相思名單才知曉）。
吃下魂子給的「看不到幽靈的糖果」後，過了自獲得陰陽眼後第一次看不到幽靈的一天，在不知情的狀況下被惡靈纏上，所以也不知道輪迴其實一直暗中保護她。看不到輪迴時內心感到不安，直到糖果效果消失後，看到輪迴才鬆一口氣。
為了協助輪迴要沬悟死心，於是與輪迴扮演情侶，初時一切順利，而且聽到沬悟問輪迴喜歡她的原因是她天使般的温柔，但是聽到其說因為錢和食物而接近她而感到生氣。直至輪迴向她解釋之後，雙方和好。
輪迴在一次彼世的抽獎活動中，抽中了旅行大獎，於是一起去了旅行。在旅行的後段，一起用撿來的境界石製作了一對的手鍊。在除靈檢定事件，因對方戴上了手鍊感到高興，在之後發生一些事件而引起了對輪迴的誤會，以為自己要被他討厭了，因此終於察覺了自己喜歡輪迴。最終與輪迴消除誤會。
六文（配音員：釘宮理惠／生天目仁美（日本）；鄭家蕙（香港）；劉如蘋（台灣））
原與魂子訂立契約但如今與輪迴訂立契約的黑貓。和死神簽訂契約，協助死神的工作，消滅惡靈，同時也能帶來詛咒和厄運。
外表是一隻人面黑貓，面部可變化為巨大的惡魔般的貓臉把人們嚇跑，有時也以小貓的姿態現身。
聲稱是魂子派它來和輪迴訂立契約，最初被輪迴拒絕。在櫻的面前出現，揭露了輪迴死神職責的真正原因。另一方面，輪迴發現了一封信，信上冩了關於六文的真相：魂子解僱了它，它來此尋求輪迴的支持。
最後輪迴和六文訂了契約，原因是六文承擔它自己的生活費用。
在黑貓段位考試中和朧及鈴一起合格成為了黑貓初段。

### 輪迴以及櫻的親友
魂子（配音員：雪野五月（日本）；陳凱婷（香港）；劉如蘋（台灣））
白金級死神，是輪迴的祖母，外表看起来很年輕。被人稱作「阿姨」或「祖母」的時候會很不愉快。
五十年前，魂子在痛苦中奪取一位她所愛的年輕男子的魂魄。為了延長他的生命五十年，她許諾承擔十倍的死神工作量。如果她無法做到，她的後代將承擔她的負擔。結果她還是沒能堅持住她的工作，只好輪到輪迴來做死神的工作。
魂子試圖讓輪迴和她一起住，也在生活上為他提供幫助。她戴著一副可怕的面具，在輪迴同班同學的睡夢中出現，威脅他們，但她這樣的舉動令輪迴感到十分灰心。
為最優秀的死神「名譽死神」其中一人，平常也負責為新手死神上課。有辦法以自己的力量到達墮魔死神公司。
非常不擅長打掃，家裡多是沒整理的房間。對鯖人採取一定程度的放任主義。
黑星（配音員：西村知道）
魂子的契約黒貓。是個戴著眼鏡的巨大老貓、額頭上有一顆星星的圖案。
在魂子的丈夫過世而回到死神界時，由於與雜物一起被塞到儲藏室中而遭被長時間遺忘。
之後在輪迴負責大掃除時被發現，現在則負責魂子家裡的全部家事。
黑星三世（配音員：加藤英美里）
黑星的孫子。與黑星一樣，額頭上有顆星星的圖案。
雖然是黑貓卻很怕幽靈，只要感覺到幽靈存在就會逃走，另外喜歡女生，因此也喜歡坐在櫻的膝蓋上。
為了繼承爺爺的事業，現在在魂子手下進行黑貓修行。但因為怕靈的關係，經常用錢賄賂輪迴好達到目的。
輪迴的祖父
配音員：綠川光（日本）；梁皓翔（香港）
人類。魂子之夫，以及鯖人之父。
在東京鐵塔建立時的50年前，因病而只剩下一分的餘命，並許願來世要成為鯖魚，卻被死後前來導引他的魂子一見鍾情，因此在她的努力而延長了50年的壽命。曾養育過輪迴並直到他上高中後才過世。
現在則轉世為鯖魚並且隨著黑潮進行迴遊。
六道鯖人
配音員：山口勝平（日本）；張振熙（香港）
輪迴之父。詳情可參見#墮魔死神。
六道乙女（配音員：林原惠（日本）；張妙妙（香港））
白金級死神，輪迴的母親，鯖人的妻子。
傳說的絕世美女死神乙女。
被譽為年紀輕輕就拿到白金證的天才死神少女。
在死神青年會舉辦的賞花聯誼會上和鯖人彼此一見鍾情，而鯖人當天就向乙女求婚。乙女三天後就拿著結婚申請書和鯖人見面。
婚後也過的很幸福，甚至鯖人在輪迴出生後也打算好好工作（實際上是偷竊乙女的死神鐮刀拿去變賣），乙女卻帶著自己所有相關的物品從家裡消失。
鯖人更加不明白為何自己的妻子要選擇離開自己和兒子，所以乾脆對輪迴說媽媽已經死了。直到莓這個小女孩出現後才解開所有的謎團。
原來當年乙女為了和鯖人結婚謊報自己的年齡，甚至去壽命管理局偽造個人資料。
然後發現會暴露自己年齡的畢業紀念冊，便把家裡有關自己的物品全帶往三途川扔掉。卻被捲入要投胎的牛羚群，搭上了輪迴之輪。
在經歷了青鏘魚、金絲雀和食蟻獸後，才終於轉世成為了小學一年級的莓（被櫻說成很像日文接龍）。
事實真相則是乙女實際上真正年齡只比魂子小兩歲（當鯖人和輪迴聽到這事實時完全嚇傻，鯖人翻白眼變成石化，但鯖人還是表示他還是愛她）。
是唯一能騙倒詐財集團的頭頭（鯖人）的人。
莓（配音員：林原惠（日本）；廖欣怡（香港））
小學一年級生的人類小女孩，為輪迴的母親－六道乙女的轉世。目前現世家庭是雙親都在工作的一般三人家庭。
由於留下很小的輪迴就轉生，覺得很對不起他，非常關心貧窮的輪迴和在背後支持他與櫻的感情，常找生意讓他做，或者想盡辦法幫輪迴賺零用錢。
轉世前是白金級死神，所以淨靈手段非常了得，在某次淨靈動物靈上，和翔真認識，翔真對莓的淨靈能力非常佩服，也因此對莓有好感。但莓本人只把翔真當成金主。
至於本人是沒有和鯖人再度在一起的打算﹐而他們視對方為老朋友。
櫻的母親
配音員：平野文（日本）；劉如蘋（台灣）
39歳。家庭主婦。與櫻一樣有泰山崩於前而色不變的沉穩個性、喜歡餵食小貓的六文。
擅長料理，會製作甜點並拿來網拍。因為從櫻那邊聽到輪迴家貧一事，因此要櫻將她多作的料理送給輪迴。當知道櫻與輪迴交往的時候，她准許她們交往，而且在背後守護她們。
老公是銀行員。雖然本名不明，但她的舊姓是「宮前」。
過往也是三界高中的學生，在高中的時候的樣子與櫻是一模一樣。

### 三界高中的關係者
十文字翼（配音員：（日）木村良平、蓮未惠理奈（幼少期）；（台）孟慶府、連婉鈞（幼年）；（港）何承駿（第1季）→嚴鎮華（第2季）、陳凱婷（童年））
輪迴班上的轉校生。因祖業的關係而開始除靈，以「聖灰」和「繩鏢」作為主要武器。小時候由於家裏的事，不斷地搬家，加上能夠看見靈，所以朋友也不多。 知道櫻同樣都能看到靈，就愛上了她。
一直把輪迴視為情敵和敵人。但是櫻只是當他為朋友的。直到完結還不知道輪迴和櫻交往，自己被櫻甩掉一事。
美穗（配音員：德井青空（日本）；劉如蘋（台灣））
理香（配音員：洲崎綾（日本）; 連婉鈞（台灣）；廖欣怡（港第三季））
美穗、理香是真宮櫻的朋友，她們很關心櫻與輪迴他們的感情，每次與櫻一起碰見靈異物，都害怕大叫跑開，丟下櫻一個。
井本（配音員：三上遙香）
姐祭·安妮塔·瞳（配音員：澤城美雪）
輪迴班上的班導師。祖母是法國人，本身有四分之一法國血統。持有死神道具.洞見球。
由祖先和死神訂下契約得到此道具（稱之為白魔女），道具會顯示過去或未來會發生的事，只有靈能者可以藉由洞見球看到未來的影像
在注視洞見球時，眼睛都會變成蚊香眼。
個性相當迷糊，也十分小氣。和魔狹人是死對頭。
榊彩芽
十文字國中時期的同學。暗戀十文字。家裡經營神社，職業是巫女。戴著眼鏡。家離十文字所住的地方很遠。
因為單相思的關係，導致有生靈跑出針對十文字有不好的舉動。後來順利傳達了連絡方式以及自己的心意。
但翼依舊沒有對櫻死心，這點讓榊頗為不滿。而翼本身也表明遠距離戀愛很辛苦，能夠每天見到面的櫻也令他怦然心動。
這些發言讓輪迴及六文都評論十文字是個很爛的男人。

### 死神界
鳳（配音員：村川梨衣（日本）；連婉鈞（台灣）；張妙妙（香港））
六道輪迴在驅除墜魔死神時碰到的少女，家裡非常有錢，為找尋姐姐而戰。在過程中對輪迴產生了好感，因此經常主動示愛，對輪迴心儀的真宮櫻懷有敵意，常暗中較勁。非常怕蛇。
頭上綁著領結的死神少女。聖・薔薇冠死神女学園（通稱笨蛋女）1年級生。抓到過許多堕魔死神且血統純正的死神世家。為了打倒將姐姐誘拐走的堕魔死神公司的老闆（鯖人）而在找尋的過程中遇到輪迴，並且愛上了他，結果姐妹倆一樣被父子倆魅惑到。雖然對輪迴表現得相當積極，但沒被他當作是一回事。
由於是有錢人家，對於金錢沒什麼感覺，又對輪迴相當痴迷而因此容易被騙，所以被墮魔死神當成敲詐的大魚。持有許多死神道具，但也經常無法運用自如。淨靈的手段不能說很高，還會因為選錯對應的方式而讓靈體惡靈化。但由於血緣的關係，戰鬥力相當高。
由於是死神，所以一般人看不到她，鍛帶能夠實體化變成蝶型物。抽鬼牌一次都沒贏過而不擅長賭博。身材似乎勝過櫻（本人認為）。逕自將櫻看成是自己的情敵，也嘗試過要牽制她，卻因為她的不動如山而感到害怕。
料理實力相當糟，便當盒中會放滿焦掉的煎蛋和小香腸，白飯上則鋪著海帶芽，讓人懷疑他作菜的品味。
朧（配音員：松岡禎丞（日本）；張振熙（香港）；劉如蘋（台灣））
外表約是初中生左右年紀的黑貓。鳳的契約黑貓，從小兩人就打打鬧鬧，曾將蛇的靈魂放出來嚇鳳蝶。由於鳳家裡非常富有，月薪50萬日元。
在黑貓段位考試中和六文及鈴一起合格成為了黑貓初段。
架印（配音員：齊藤壯馬（日本）；楊智聰（香港））
記錄死神，在壽命管理局會計科工作，也就是死神裡的公務人員。因為輪回父親六道鯖人欺騙母親感情，常和他們家借錢導致家道中落，因此非常討厭他們父子二人，但他非常尊重保護母親，是個好兒子。與六道輪回有著互相競爭、亦敵亦友的關係。工作時會戴上眼鏡，另外只要再戴上現代風格的眼鏡就可以實體化給一般人看見。契約黑貓是鈴，活潑可愛，充滿好奇心。
在死神中學時是蓮華的學長及是該校的學生會會長，而且他本人察覺自己少少喜歡蓮華。
架印之母
配音員：遠藤綾（日本）；楊凱凱（台灣）
雖然是名容姿端麗的美人，但由於遭鯖人所騙而失去全部家產，讓其子架印極度痛恨六道父子。另外本人因為會亂花錢（像是網購高級食材等），造成家裡陷入常被斷電的困境。
鈴（配音員：三森鈴子（日本）；廖欣怡（港第三季））
擁有黃色瞳孔的母黑貓，架印的契約黑貓。個性活潑，蹦蹦跳跳很有活力，不過做事容易分心，有點迷糊，但為了架印非常努力工作。由於架印家窮，領養了當時被丟在路邊的鈴，因此不需支付她薪水，不過架印母親很疼愛鈴，常會買新衣給她，所以這或許算是薪水的一種，不過她自己有沒有作為契約黑貓的自覺則不明。
講話相當毒，個性粗野又容易厭煩，做事也因此常常失敗。非常擅長打掃。
在黑貓段位考試中和六文及朧一起合格成為了黑貓初段。
翔真（配音員：三瓶由布子（日本））
為了教育實習而在輪迴借居的死神少年，本人是名有錢人家的小少爺。因為輪迴家生活貧困而被迫與他一起兼差養家，讓他為了快點結束這樣的實習生活而要抓住惡靈。結果卻被魔狹人盯上。
喜歡隨意拿輪迴的死神之鐮刀惡作劇。他的死神之鐮的外型是一隻眼睛造型尖銳的青鳥。
和黑洲維持著表面上的主僕關係。
黑洲（配音員：石田彰（日本））
翔真的契約黑貓。和翔真簽訂的是朝九晚五制，絕不加班工作，除非有額外津貼加給。
本身是黑貓六段的上級黑貓，必殺技為「黑貓幻術」。很討厭小孩，和雇主翔真維持著表面上的信賴關係。
也因為領死薪水的關係，對外快來者不拒。
零不兔（配音員：小西克幸（日本）；魏德 （台灣））
來兔的雙胞胎弟弟，是名黑兔。
是死神鐮刀老店「三日月堂」刀匠第四代・三日月齋。雖然技術優秀，但嘴巴相當壞，因此造成三日月堂門可羅雀。通常都是先依照祖先留下來的資料鍛造鐮刀、但通常沒有看後面記載缺陷的部分而就這樣賣出去，造成輪迴相當不信任他們的鐮刀。在知道資料上記載的鐮刀都是失敗品後，開始鍛造原創品，但由於作品將他們貪心顯露出來，除了輪迴外，幾乎沒有客人。
來兔（配音員：伊藤静（日本）；廖欣怡（港第三季））
「三日月堂」的經營者。零不兎的雙胞胎姐姐，是名白兔。
平常穿著和服、營業時則會穿著兔女郎裝。
操京都腔且擅長說話。會以「免費」為由說鐮刀有問題，而向輪迴販賣可以改善狀況的商品（櫻曰「完全是缺點詐欺」）。
沫悟（配音員：村田太志（日本）；孟慶府（台灣））
輪迴在死神小学時的同學，本人則是精英学校・死神一高的學生。左眼下有個十字的圖案。
死神小学時，因為瘦小又戴眼鏡，所以被人戲稱是「眼鏡小不點」。沒有朋友，只要去陌生人在的地方就會肚子痛。小學時經常受輪迴幫助，卻因為某個理由誤會他而與他疏遠。但在誤會解開後，就對輪迴有一份異常的執著（本人主張是「是想要加強疏遠時的友情」，但十文字和鳳抱持著疑惑的想法），打從心裡將輪迴身旁的櫻視為阻礙。至於輪迴本人則是有點想要早點脫離他的想法。
他與杏珠成為了朋友
黑蜜（配音員：內山夕實（日本）；楊凱凱（台灣））
沫悟的契約黒猫。是個身材高挑並穿著旗袍服的性感母貓。本人相當有能力並且很在意沒朋友的沫悟。
杏珠（配音員：釘宮理惠（日本）；劉如蘋（台灣）；廖欣怡（港第三季））
沬悟的同班同學，對沫悟很有好感。
視輪迴為情敵，和真宮櫻感情算不錯。
與沫悟成為了朋友

### 堕魔死神
六道鯖人（配音員：山口勝平（日本）；張振熙（香港））
輪迴的父親。人蛇詐財集團「墮魔死神」的首領，墮魔死神公司的社長。
喜歡將自己的快樂建築在別人的痛苦之上，故事最後企圖以三途川製造裝置打算把大量的活人引入輪迴之輪殺害，只要殺的越多就賺的越多。多次以輪迴作保證人重複欠債。造成自己的兒子輪迴背負巨額債務而窮困潦倒，三餐不繼。
自己和情婦美人去夏威夷吃喝玩樂，揮金如土玩光沒錢買機票回日本時再向架印的母親騙錢。曾經強迫輪迴做墮魔死神公司的新社長，更與他大打一場。
因為墮魔死神公司從社長到社員都是好吃懶做的傻子，導致公司巨額虧損。鯖人不只賴帳不付員工薪水，更時常被暴力集團討債，鯖人夾著尾巴逃命後，社長辦公室總是被搜括一空。
外表和輪迴一樣都是紅髮紅眼，而且看起來說是輪迴哥哥也有人信的年輕。
戰鬥能力十分地高。因游手好閒；高中時還是小學生的銅級死神證。在高二時靠老師的特別施捨，不需要淨靈只要打贏老師就從他身上拿到了黃金級死神證。僅次於魂子的白金級。
貪財好賭，新婚不久就將乙女賺來的預備買房的積蓄賭賽馬輸光，是個徹頭徹尾的敗家子。
乙女死後不照顧年幼的輪迴，只會跑出去花天酒地；或是溜回老家偷魂子的財物和輪迴的錢。
詐騙架印母親的錢作為公司成立資金，不斷綁架活人送往輪迴之輪卻未成功（殺人未遂）。
從小就好吃懶做，騙吃騙喝，騙財騙色（付賬會吐血，要他的命）。討厭工作（被拉麵店店長靈附身後老實工作會流血淚，昏死過去），喜歡作壞事。架印、蓮華因而深受其害，
痛恨鯖人的受害人不計其數。鳳更稱鯖人為寄生蟲老爸。雖是登徒子，和諸星當不同的是，因外貌英俊，女人會被迷的團團轉。
鯖人還是情婦美人養的小白臉吃軟飯，美人的父母會寄信用卡給鯖人。讓鯖人像米蟲一般揮霍無度，荒淫放蕩的玩上一百個女人。
鯖人的道具
吸血火車（きゅうけつかしゃ）
不論任何東西只要一碰到就會立刻轉換成金錢，原本的東西則會被送往社長室的金庫裡。
鯖人的必殺技
留下一擊（一打残し）
於高中時期為了追女生所開發出的技能，將靈淨化到只剩一招就可淨化完成。也因為這招的關係，讓鯖人當年同時和200名左右女性交往。如果沒有這招，早就拿到了銀級死神證。
美人（配音員：橘田泉（日本）；楊凱凱（台灣））
鳳的姐姐。
本身是菁英，為了打倒墮魔死神公司離開了家裡，結果愛上了鯖人，成了他的秘書，最後分開了。
四魔蓮華（配音員：石上静香（日本）；高雅玲（香港）；劉如蘋（台灣））
輪迴班上的轉校生，真實身份是墮魔死神。頭上有小小的角。過去在死神中學是一位成績優異、名列前茅的優等生，當初原本想要報考死神第一高中。但在考試當天不幸捲入鯖人吃霸王餐的騷動，過程中不慎跌入三途之川被沖走而延誤了考試，最後只能報考墮魔死神高中。目前居住在輪迴隔壁的房間。暗戀中學時期的學長架印，想盡一切辦法不讓架印察覺自己的墮魔死神身份。雖然，有一次自己架印自首，但是幸運地給輪迴解決了危機，最後決定再次入公司令公司倒閉和六道鯖人被捕，雖然不成功但是已經成功不做墮魔死神。現在，於命數官理局內工作。與鳳是從小到大的死對頭。契約黑貓是名老婦人，名為玉（配音員：鈴木黎子）。
在架印還在讀死神中學時是該校的學生會副會長。

### 地獄
魔狭人（配音員：柿原徹也（日本）；（台）魏德）
心胸狹窄的惡魔，因為過去被輪迴害得無法完成暑假作業被罰站，而與他結怨。經常寫錯漢字(包含自己的名字)。家裡很有錢。

## 出版書籍

### 單行本
| 冊數 | 小學館         | 小學館                 | 尖端出版       | 尖端出版               | 文化傳信       | 文化傳信               |
| 冊數 | 發售日期       | ISBN                   | 發售日期       | EAN / ISBN             | 發售日期       | ISBN                   |
| ---- | -------------- | ---------------------- | -------------- | ---------------------- | -------------- | ---------------------- |
| 1    | 2009年10月16日 | ISBN 978-4-09-121773-8 | 2010年7月29日  | EAN 471-7702-23267-2   | 2010年5月22日  | ISBN 978-988-8050-21-5 |
| 2    | 2009年10月16日 | ISBN 978-4-09-121774-5 | 2010年7月29日  | EAN 471-7702-23268-9   | 2010年6月26日  | ISBN 978-988-8050-22-2 |
| 3    | 2010年3月18日  | ISBN 978-4-09-122195-7 | 2010年9月13日  | EAN 471-7702-23440-9   | 2010年8月3日   | ISBN 978-988-8050-52-9 |
| 4    | 2010年6月18日  | ISBN 978-4-09-122335-7 | 2010年10月12日 | EAN 471-7702-23482-9   | 2010年8月31日  | ISBN 978-988-8090-16-7 |
| 5    | 2010年9月17日  | ISBN 978-4-09-122526-9 | 2010年11月20日 | EAN 471-7702-23540-6   | 2011年1月11日  | ISBN 978-988-8090-85-3 |
| 6    | 2010年12月17日 | ISBN 978-4-09-122699-0 | 2011年3月11日  | EAN 471-7702-23919-0   | 2011年4月22日  | ISBN 978-988-8091-70-6 |
| 7    | 2011年3月18日  | ISBN 978-4-09-122798-0 | 2011年7月4日   | EAN 471-7702-24154-4   | 2011年6月23日  | ISBN 978-988-8112-46-3 |
| 8    | 2011年7月15日  | ISBN 978-4-09-123205-2 | 2011年12月5日  | EAN 471-7702-24496-5   | 2011年11月3日  | ISBN 978-988-8113-26-2 |
| 9    | 2011年10月18日 | ISBN 978-4-09-123339-4 | 2012年4月16日  | EAN 471-7702-24711-9   | 2012年1月4日   | ISBN 978-988-8113-61-3 |
| 10   | 2011年11月18日 | ISBN 978-4-09-123450-6 | 2012年9月21日  | EAN 471-7702-25051-5   | 2012年3月17日  | ISBN 978-988-8113-94-1 |
| 11   | 2012年2月17日  | ISBN 978-4-09-123540-4 | 2012年10月6日  | EAN 471-7702-25075-1   | 2012年5月28日  | ISBN 978-988-8114-31-3 |
| 12   | 2012年5月18日  | ISBN 978-4-09-123657-9 | 2013年1月30日  | EAN 471-7702-25295-3   | 2012年9月22日  | ISBN 978-988-8194-07-0 |
| 13   | 2012年7月18日  | ISBN 978-4-09-123777-4 | 2013年5月10日  | EAN 471-7702-25459-9   | 2012年11月16日 | ISBN 978-988-8194-40-7 |
| 14   | 2012年10月18日 | ISBN 978-4-09-123896-2 | 2013年9月10日  | EAN 471-7702-25650-0   | 2013年1月11日  | ISBN 978-988-8194-69-8 |
| 15   | 2013年1月18日  | ISBN 978-4-09-124170-2 | 2014年4月1日   | EAN 471-7702-25864-1   | 2013年5月27日  | ISBN 978-988-8194-09-1 |
| 16   | 2013年4月18日  | ISBN 978-4-09-124286-0 | 2014年6月30日  | EAN 471-7702-26101-6   | 2013年10月29日 | ISBN 978-988-8195-73-2 |
| 17   | 2013年6月18日  | ISBN 978-4-09-124322-5 | 2015年1月28日  | EAN 471-7702-26443-7   | 2014年2月1日   | ISBN 978-988-8196-13-5 |
| 18   | 2013年9月18日  | ISBN 978-4-09-124382-9 | 2015年3月16日  | EAN 471-7702-26549-6   | 2014年8月29日  | ISBN 978-988-8196-00-5 |
| 19   | 2013年12月18日 | ISBN 978-4-09-124512-0 | 2015年8月12日  | EAN 471-7702-26551-9   | 2015年1月17日  | ISBN 978-988-8318-35-3 |
| 20   | 2014年3月18日  | ISBN 978-4-09-124549-6 | 2015年8月27日  | EAN 471-7702-26720-9   | 2015年5月22日  | ISBN 978-988-8318-36-0 |
| 21   | 2014年5月16日  | ISBN 978-4-09-124630-1 | 2015年10月20日 | ISBN 978-957-10-6135-1 | 2015年6月19日  | ISBN 978-988-8318-95-7 |
| 22   | 2014年8月18日  | ISBN 978-4-09-125077-3 | 2016年1月18日  | ISBN 978-957-10-6323-2 | 2015年9月19日  | ISBN 978-988-8318-96-4 |
| 23   | 2014年11月18日 | ISBN 978-4-09-125370-5 | 2016年9月13日  | ISBN 978-957-10-6852-7 | 2015年11月20日 | ISBN 978-988-8320-48-6 |
| 24   | 2015年3月18日  | ISBN 978-4-09-125680-5 | 2016年11月10日 | ISBN 978-957-10-6980-7 | 2016年7月23日  | ISBN 978-988-8320-76-9 |
| 25   | 2015年4月17日  | ISBN 978-4-09-125799-4 | 2017年12月20日 | ISBN 978-957-10-7786-4 | 2016年11月9日  | ISBN 978-988-8320-77-6 |
| 26   | 2015年7月17日  | ISBN 978-4-09-126186-1 | 2018年4月13日  | ISBN 978-957-10-8015-4 | 2019年4月12日  | ISBN 978-988-8510-49-8 |
| 27   | 2015年9月18日  | ISBN 978-4-09-126279-0 | 2018年6月15日  | ISBN 978-957-10-8163-2 |                |                        |
| 28   | 2015年12月18日 | ISBN 978-4-09-126539-5 | 2018年8月10日  | ISBN 978-957-10-8244-8 |                |                        |
| 29   | 2016年3月18日  | ISBN 978-4-09-126818-1 | 2019年2月15日  | ISBN 978-957-10-8371-1 |                |                        |
| 30   | 2016年4月18日  | ISBN 978-4-09-127090-0 | 2019年3月19日  | ISBN 978-957-10-8473-2 |                |                        |
| 31   | 2016年7月15日  | ISBN 978-4-09-127315-4 | 2019年7月12日  | ISBN 978-957-10-8607-1 |                |                        |
| 32   | 2016年9月16日  | ISBN 978-4-09-127339-0 | 2019年10月9日  | ISBN 978-957-10-8725-2 |                |                        |
| 33   | 2016年10月18日 | ISBN 978-4-09-127410-6 | 2020年2月27日  | ISBN 978-957-10-7641-6 |                |                        |
| 34   | 2016年12月16日 | ISBN 978-4-09-127424-3 | 2020年2月27日  | ISBN 978-957-10-7648-5 |                |                        |
| 35   | 2017年3月17日  | ISBN 978-4-09127507-3  | 2020年5月15日  | ISBN 978-957-10-8857-0 |                |                        |
| 36   | 2017年5月18日  | ISBN 978-4-09-127566-0 | 2020年5月15日  | ISBN 978-957-10-8858-7 |                |                        |
| 37   | 2017年7月18日  | ISBN 978-4-09-127666-7 | 2020年6月12日  | ISBN 978-957-10-8941-6 |                |                        |
| 38   | 2017年9月15日  | ISBN 978-4-09-127685-8 | 2020年6月12日  | ISBN 978-957-10-8942-3 |                |                        |
| 39   | 2017年11月17日 | ISBN 978-4-09-127865-4 | 2020年7月10日  | ISBN 978-957-10-8974-4 |                |                        |
| 40   | 2018年1月18日  | ISBN 978-4-09-128074-9 | 2020年7月10日  | ISBN 978-957-10-8975-1 |                |                        |

### 小說
小說全部改編自電視動畫的內容，由參加動畫劇本的編劇群著作。
| 冊數 | 中文副標題         | 日文副標題 | 著者     | 編劇               | 動畫話數 | 小學館Jr.文庫 | 小學館Jr.文庫          |
| 冊數 | 中文副標題         | 日文副標題 | 著者     | 編劇               | 動畫話數 | 發售日期      | ISBN                   |
| ---- | ------------------ | ---------- | -------- | ------------------ | -------- | ------------- | ---------------------- |
| 1    | 神秘的同班同學     |            | 高山克彥 | 橫手美智子         | 1話－3話 | 2015年6月17日 | ISBN 978-4-09-230819-0 |
| 2    | 如果可以從朋友做起 |            | 濱崎達也 | 柿原優子、吉野弘幸 | 4話－6話 | 2015年7月29日 | ISBN 978-4-09-230834-3 |
| 3    | 歡迎來到地獄！     |            | 濱崎達也 | 高山克彥、柿原優子 | 7話－9話 | 2015年8月26日 | ISBN 978-4-09-230837-4 |

## 電視動畫
2015年4月4日起，於NHK教育頻道播出第1季的電視動畫。並於第25話片尾曲结束後，發表決定製作第2季的消息。同年10月3日起重播第1季。旁白由玄田哲章擔任。
2016年4月9日起播出第2季。接著在翌年2017年4月8日起播出第3季。3季都各別播出共25話。
海外方面，香港由ViuTV於2016年4月2日至2017年3月11日播放第1、2季，第3季則於2017年10月29日起播放。

### 製作人員
- 原作：高橋留美子（小學館《週刊少年Sunday》連載中）
- 導演：菅原靜貴（第1季－第2季）→石踊宏（第3季）[25]
- 故事監修：菅原靜貴（第3季）[26]
- 劇本統籌：橫手美智子
- 人物設定：田村和彥
- 動作作畫監督：田中良
- 概念設定：本多孝敏、青木智由紀、小川浩（第1季）→小川浩（第2季－第3季）
- 美術監督：涉谷幸弘（日语：渋谷幸弘）
- 色彩設計：福田由布子
- 剪輯：池田康隆
- 攝影監督：織田賴信
- 音樂：本間昭光（日语：本間昭光）[27]
- 音樂製作：Pony Canyon
- 音樂演奏：藤原道山、上妻宏光、佐藤和哉、Hidano修一（日语：ヒダノ修一）、TAKUYA（日语：TAKUYA）、武藤彩未[28]、新藤晴一（日语：新藤晴一）（色情塗鴉）[27]
- 音響監督：高寺雄（日语：高寺たけし）（HALF H·P STUDIO（日语：HALF H・P STUDIO））
- 動畫製作人：小澤十光（第1季）→島田純一（第2季－第3季）
- 製作人：藤田裕介、工藤康平、伊藤香織（第1季－第2季）→藤田裕介（第3季）
- 製作統括：柏木敦子（第1季）→米村裕子（第2季－第3季）、野島正宏、澤木類（第1期）&根岸智也（第2季－第3季）
- 音樂：本間昭光（日语：本間昭光）
- 動畫製作：Brain's Base
- 製作：NHK Enterprises（日语：NHKエンタープライズ）
- 製作、著作：NHK、小學館集英社製作

### 主題曲

#### 片頭曲
第1季
（第1話－第13話）
作詞、作曲：首藤義勝，編曲：KEYTALK & NARASAKI，主唱：KEYTALK
（第14話－第25話）
作詞：大胡田Natsuki，作曲：成田Haneda，編曲、主唱：Passepied
第2季
「Melody」（第26話－第37話）
作詞：安田尊行，作曲：MANYO，編曲：，主唱：Pile
（第38話－第50話）
作詞、作曲：尾崎世界觀，編曲、主唱：CreepHyp
第3季
「SHINY」（第51話－第62話）
作詞：米田貴紀，編曲、作曲、主唱：夜晚認真跳舞
（第63話－第75話）
作詞、作曲：首藤義勝，編曲：KEYTALK & NARASAKI，主唱：KEYTALK

#### 片尾曲
第1季
（第1話－第13話）
作詞：大胡田Natsuki，作曲：成田Haneda，編曲、主唱：Passepied
（第14話－第25話）
作詞、作曲：岸田繁，編曲、主唱：團團轉樂團
第2季
（第26話－第37話）
作詞、作曲：松尾Remi，編曲、主唱：GLIM SPANKY
「Beautiful Life」（第38話－第50話）
作詞、作曲：原田茂幸，編曲：Integral Clover，主唱：Shiggy Jr.
第3季
（第51話－第62話）
作詞、作曲、主唱：Softly，編曲：木村篤史
（第63話－第75話）
作詞：藤林聖子，作曲、編曲：世武裕子，主唱：上白石萌音

### 各話列表
| 話數  | 日文標題     | 中文標題               | 中文標題               | 劇本       | 分鏡     | 演出       | 作畫監督                       | 總作畫監督          | 改编自原作         |
| 話數  | 日文標題     | 台灣                   | 香港                   | 劇本       | 分鏡     | 演出       | 作畫監督                       | 總作畫監督          | 改编自原作         |
| 第1季 | 第1季        | 第1季                  | 第1季                  | 第1季      | 第1季    | 第1季      | 第1季                          | 第1季               | 第1季              |
| ----- | ------------ | ---------------------- | ---------------------- | ---------- | -------- | ---------- | ------------------------------ | ------------------- | ------------------ |
| 001   |              | 神秘的同班同學         | 謎之同學               | 橫手美智子 | 菅原靜貴 | 菅原靜貴   | 本橋秀之                       | 田村和彥            | 第1－3話           |
| 002   |              | 赤輪的記憶             | 紅色之輪的記憶         | 橫手美智子 | 菅原靜貴 | 藤井貴文   | 新保卓郎                       | 田村和彥 松本健太郎 | 第4－5話           |
| 003   |              | 社團大樓的怪物         | 俱樂部大樓的怪物       | 高山克彥   | 佐藤光敏 | 佐藤光敏   | 松本健太郎 小林利充 梶浦紳一郎 | 田村和彥            | 第6－7話           |
| 004   |              | 如果可以从朋友做起     | 先從朋友做起           | 柿原優子   | 大宙征基 | 松本正幸   | 本橋秀之                       | 松本健太郎          | 第19－21話         |
| 005   |              | 廁所的花子             | 廁所裡的花子           | 吉野弘幸   | 石宏     | 石宏       | 野田康行                       | 松本健太郎          | 第22－24話         |
| 006   |              | 祠堂之聲               | 祠堂裡的聲音           | 吉野弘幸   | 後藤圭二 | 藤井貴文   | 小澤一浩 佐原亞湖              | 松本健太郎          | 第63－64話         |
| 007   |              | 兔子小屋的因緣         | 兔子小屋的對決         | 高山克彥   | 大宙征基 | 藤井貴文   | 新保卓郎                       | 田村和彥            | 第13－15話         |
| 008   |              | 歡迎來到地獄           | 歡迎來到地獄           | 高山克彥   | 大宙征基 | 松本正幸   | 本橋秀之                       | 不適用              | 第16－18話         |
| 009   |              | 假髮的懊悔與南瓜的誘惑 | 假髮的遺憾與南瓜的誘惑 | 柿原優子   | 石宏     | 石宏       | 野田康行                       | 松本健太郎          | 第25－26話         |
| 010   |              | 墮魔死神公司           | 墮魔死神公司           | 橫手美智子 | 後藤圭二 | 石宏       | 新保卓郎                       | 松本健太郎          | 第29－31話         |
| 011   |              | 少東家就任儀式!?       | 少社長就任儀式？       | 橫手美智子 | 後藤圭二 | 藤井貴文   | 小川一郎 戶部敦夫              | 松本健太郎          | 第32－35話         |
| 012   |              | 死神 鳳                | 死神 鳳                | 柿原優子   | 石宏     | 松本健太郎 | 本穚秀之                       | 松本健太郎          | 第36－37話         |
| 013   |              | 囉嗦                   | 囉嗦                   | 柿原優子   | 石宏     | 石宏       | 野田康行 松本勝次              | 松本健太郎          | 第38－40話         |
| 014   |              | 不是約會！             | 拍拖？不是的           | 吉野弘幸   | 山崎光惠 | 有江勇樹   | 鈴木美音織 小池惠              | 田村和彥            | 第105－106、109話  |
| 015   |              | 只是謝禮               | 只是謝禮               | 高山克彥   | 大宙征基 | 藤井貴文   | 新保卓郎                       | 松本健太郎          | 第41－42話         |
| 016   |              | 妖杉的回憶             | 妖怪杉樹的回憶         | 橫手美智子 | 大宙征基 | 松本正行   | 戶部敦夫                       | 松本健太郎          | 第47－48話         |
| 017   |              | 聖石的詛咒             | 靈力石的詛咒           | 吉野弘幸   | 西森章   | 有江勇樹   | 鈴木美音織 小池惠              | 松本健太郎          | 第49－51話         |
| 018   |              | 記死神 架印            | 記死神 架印            | 柿原優子   | 菅原靜貴 | 石宏       | 野田康行                       | 田村和彥            | 第54－56話         |
| 019   |              | 箱子的裡面             | 箱子之中               | 柿原優子   | 菅原靜貴 | 菅原靜貴   | 本橋秀之                       | 不適用              | 第57－58話         |
| 020   |              | 無靈到來的家           | 無靈造訪的家           | 高山克彥   | 大宙征基 | 松本正幸   | 新保卓郎                       | 松本健太郎          | 第65－66話         |
| 021   |              | M的悲劇                | M的悲劇                | 橫手美智子 | 石宏     | 有江勇樹   | 鈴木美音織 小池惠              | 田村和彥            | 第123－124話       |
| 022   |              | 廢屋的聖誕快樂         | 廢屋內的聖誕節         | 吉野弘幸   | 後藤圭二 | 藤井貴文   | 戶部敦夫                       | 松本健太郎          | 第75、127話        |
| 023   |              | 驅狐                   | 妖孤陷阱               | 柿原優子   | 石宏     | 石宏       | 野田康行                       | 田村和彥            | 第132－133話       |
| 024   |              | 拉麵替魂               | 拉麵換魂               | 高山克彥   | 大宙征基 | 松本正幸   | 本橋秀之                       | 不適用              | 第84－85話         |
| 025   |              | 目標是櫻               | 目標是櫻               | 橫手美智子 | 菅原靜貴 | 菅原靜貴   | 松本健太郎 戶部敦夫            | 田村和彥            | 第99－101話        |
| 第2季 |              |                        |                        |            |          |            |                                |                     |                    |
| 026   |              | 黑貓 朧                | 黑貓 朧                | 橫手美智子 | 菅原靜貴 | 菅原靜貴   | 戶部敦夫                       | 松本健太郎          | 第87－90話         |
| 027   |              | 夢想的球場             | 夢之球場               | 高山克彥   | 西森章   | 藤井貴文   | 新保卓郎                       | 松本健太郎          | 第96話             |
| 027   |              | 信箱之中               | 信箱之中               | 高山克彥   | 西森章   | 藤井貴文   | 新保卓郎                       | 松本健太郎          | 第82－83話         |
| 028   |              | 消失的會費             | 消失的會費             | 柿原優子   | 菅原靜貴 | 久原謙一   | 本橋秀之                       | 松本健太郎          | 第94－95話         |
| 029   |              | 愛之歌                 | 愛之歌                 | 山口宏     | 大宙征基 | 有江勇樹   | 鈴木美音織 小池惠              | 松本健太郎          | 第52－53話         |
| 030   |              | 發堀回憶               | 發堀回憶               | 橫手美智子 | 石宏     | 石宏       | 涉谷一彥                       | 松本健太郎          | 第175話            |
| 030   |              | 借點錢？               | 借錢給我               | 橫手美智子 | 石宏     | 石宏       | 涉谷一彥                       | 松本健太郎          | 第119話            |
| 030   |              | 野營地的惡魔           | 露營地惡魔             | 橫手美智子 | 石宏     | 石宏       | 涉谷一彥                       | 松本健太郎          | 第158話            |
| 031   |              | 家庭寄宿實習           | 寄宿實習               | 吉野弘幸   | 西森章   | 藤井貴文   | 戶部敦夫                       | 松本健太郎          | 第69－71話         |
| 032   |              | 監督責任               | 監督責任               | 山口宏     | 大原貴次 | 石宏       | 新保卓郎                       | 松本健太郎          | 第72－74話         |
| 033   |              | 詛咒的稻草人           | 詛咒的稻草人           | 高山克彥   | 大宙征基 | 久原謙一   | 本橋秀之                       | 松本健太郎          | 第115－116話       |
| 034   |              | 鐮刀有問題到三日月堂   | 鐮刀之事，可訪三日月堂 | 柿原優子   | 有江勇樹 | 有江勇樹   | 鈴木美音織 小池惠              | 松本健太郎          | 第120－122話       |
| 035   |              | 黑貓六段               | 黑貓六段               | 吉野弘幸   | 石宏     | 石宏       | 涉谷一彥                       | 松本健太郎          | 第103－104、130話  |
| 036   |              | 夏祭的妖怪             | 夏日祭典的妖怪         | 橫手美智子 | 西森章   | 清水明     | 小林由香里 服部益實            | 松本健太郎          | 第59－60、153話    |
| 037   |              | 幽靈橡皮艇             | 幽靈橡皮艇             | 山口宏     | 大宙征基 | 菅原靜貴   | 新保卓郎                       | 松本健太郎          | 第247話            |
| 037   |              | 隧道裡有奇怪物體       | 隧道裡好像有甚麼       | 山口宏     | 大宙征基 | 菅原靜貴   | 新保卓郎                       | 松本健太郎          | 第199話            |
| 037   |              | 歡迎光臨涅盤家         | 歡迎來到涅盤家         | 山口宏     | 大宙征基 | 菅原靜貴   | 新保卓郎                       | 松本健太郎          | 第61話             |
| 038   |              | 神秘的轉校生           | 謎一樣的轉校生         | 柿原優子   | 菅原靜貴 | 藤井貴文   | 本橋秀之                       | 松本健太郎          | 第134－137話       |
| 039   |              | 蓮華的復仇             | 蓮華的復仇             | 高山克彥   | 有江勇樹 | 有江勇樹   | 鈴本美音織 小池惠              | 松本健太郎          | 第138－140話       |
| 040   |              | 修復乳膏               | 恢復軟膏               | 橫手美智子 | 石宏     | 石宏       | 涉谷一彥                       | 松本健太郎          | 第149話            |
| 040   |              | 傳言                   | 傳言                   | 橫手美智子 | 石宏     | 石宏       | 涉谷一彥                       | 松本健太郎          | 第268話            |
| 040   |              | 採蘑菇                 | 摘蘑菇                 | 橫手美智子 | 石宏     | 石宏       | 涉谷一彥                       | 松本健太郎          | 第169話            |
| 041   |              | 分手套裝               | 搗亂套裝               | 吉野弘幸   | 西森章   | 藤井貴文   | 戶部敦夫                       | 松本健太郎          | 第142－144話       |
| 042   |              | 死神小學同窗會         | 死神小學同學會         | 柿原優子   | 大宙征基 | 秦義人     | 山崎敦子 小林由香里            | 松本健太郎          | 第185－187話       |
| 043   |              | 黑貓段位考試           | 黑貓段位考試           | 山口宏     | 西森章   | 真野玲     | 新保卓郎                       | 松本健太郎          | 第110－111話       |
| 044   |              | MVC                    | MVC                    | 山口宏     | 西森章   | 藤井貴文   | 本橋秀之                       | 松本健太郎          | 第112－114話       |
| 045   |              | 鍋與奉行               | 火鍋與奉行             | 高山克彥   | 有江勇樹 | 有江勇樹   | 鈴木美音織 小池惠              | 松本健太郎          | 第171話            |
| 045   |              | 惡魔A型 死神B型        | 惡魔A型，死神B型       | 高山克彥   | 有江勇樹 | 有江勇樹   | 鈴木美音織 小池惠              | 松本健太郎          | 第181話            |
| 046   |              | 贈送圍巾               | 送頸巾                 | 吉野弘幸   | 西森章   | 藤井貴文   | 戶部敦夫                       | 松本健太郎          | 第77－78話         |
| 046   |              | 在溜冰場等你           | 在溜冰場等你           | 吉野弘幸   | 西森章   | 藤井貴文   | 戶部敦夫                       | 松本健太郎          | 第80－81話         |
| 047   |              | 還是曾經的你           | 一如當初               | 柿原優子   | 石宏     | 石宏       | 涉谷一彥                       | 松本健太郎          | 第146－148話       |
| 048   |              | 死神 櫻!?              | 阿櫻是死神             | 吉野弘幸   | 菅原靜貴 | 真野玲     | 新保卓郎                       | 松本健太郎          | 第234－236話       |
| 049   |              | 沫悟再次來襲           | 沫悟再次登場           | 高山克彥   | 西森章   | 藤井貴文   | 本橋秀之                       | 松本健太郎          | 第188、191－192話  |
| 050   |              | 櫻的賭博               | 櫻的賭注               | 橫手美智子 | 菅原靜貴 | 菅原靜貴   | 田村和彥 松本健太郎            | 松本健太郎          | 第193－195話       |
| 第3季 |              |                        |                        |            |          |            |                                |                     |                    |
| 051   |              |                        | 金執照                 | 橫手美智子 | 石踊宏   | 石踊宏     | 涉谷一彥                       | 野田康行            | 第242－244話       |
| 052   |              |                        | 被詛咒的王牌           | 高山克彥   | 大宙征基 | 宇根信也   | 鈴木光                         | 野田康行            | 第45－46、27－28話 |
| 052   |              | 給我畫畫               |                        | 高山克彥   | 大宙征基 | 宇根信也   | 鈴木光                         | 野田康行            | 第45－46、27－28話 |
| 053   |              |                        | 輪迴之輪大掃除         | 山口宏     | 西森章   | 高橋謙仁   | 本橋秀之                       | 野田康行            | 第189、160、102話  |
| 053   |              | 怨恨無限大             |                        | 山口宏     | 西森章   | 高橋謙仁   | 本橋秀之                       | 野田康行            | 第189、160、102話  |
| 053   |              | 雨中的小狗             |                        | 山口宏     | 西森章   | 高橋謙仁   | 本橋秀之                       | 野田康行            | 第189、160、102話  |
| 054   |              |                        | 商店街的姐姐           | 柿原優子   | 後藤圭二 | 秦義人     | 加藤壮                         | 野田康行            | 第204－206話       |
| 055   |              |                        | 黑星三世               | 橫手美智子 | 西森章   | 真野玲     | 新保卓郎                       | 野田康行            | 第176、220、233話  |
| 055   |              | 開運之壺               |                        | 橫手美智子 | 西森章   | 真野玲     | 新保卓郎                       | 野田康行            | 第176、220、233話  |
| 055   |              | 彩虹色竹筍             |                        | 橫手美智子 | 西森章   | 真野玲     | 新保卓郎                       | 野田康行            | 第176、220、233話  |
| 056   |              |                        | 特別保護靈鳥           | 高山克彥   | 石宏     | 前園文夫   | 鈴木信一                       | 野田康行            | 第257、239、178話  |
| 056   |              | 六月新娘               |                        | 高山克彥   | 石宏     | 前園文夫   | 鈴木信一                       | 野田康行            | 第257、239、178話  |
| 056   |              | 地獄金庫               |                        | 高山克彥   | 石宏     | 前園文夫   | 鈴木信一                       | 野田康行            | 第257、239、178話  |
| 057   |              |                        | 徘徊的靈力石           | 山口宏     | 宇根信也 | 宇根信也   | 涉谷一彥                       | 野田康行            | 第117、98、97話    |
| 057   |              | 騷靈現象               |                        | 山口宏     | 宇根信也 | 宇根信也   | 涉谷一彥                       | 野田康行            | 第117、98、97話    |
| 057   |              | 死神界的禁忌           |                        | 山口宏     | 宇根信也 | 宇根信也   | 涉谷一彥                       | 野田康行            | 第117、98、97話    |
| 058   |              |                        | 過七天就打開           | 柿原優子   | 大宙征基 | 萩原露光   | 鈴木光 高橋敦子                | 野田康行            | 第163、211、287話  |
| 058   |              | 銀色鐮刀               |                        | 柿原優子   | 大宙征基 | 萩原露光   | 鈴木光 高橋敦子                | 野田康行            | 第163、211、287話  |
| 058   |              | 死神王子               |                        | 柿原優子   | 大宙征基 | 萩原露光   | 鈴木光 高橋敦子                | 野田康行            | 第163、211、287話  |
| 059   |              |                        | 用佛檀道歉             | 高山克彥   | 真野玲   | 真野玲     | 本橋秀之                       | 野田康行            | 第272、289、154話  |
| 059   |              | 智慧女神               |                        | 高山克彥   | 真野玲   | 真野玲     | 本橋秀之                       | 野田康行            | 第272、289、154話  |
| 059   |              | 寶藏河                 |                        | 高山克彥   | 真野玲   | 真野玲     | 本橋秀之                       | 野田康行            | 第272、289、154話  |
| 060   |              |                        | 第一屆協會大賽         | 柿原優子   | 西森章   | 高橋謙仁   | 新保卓郎 菅井彩乃              | 野田康行            | 第151、209、210話  |
| 060   |              | 不祥的預言             |                        | 柿原優子   | 西森章   | 高橋謙仁   | 新保卓郎 菅井彩乃              | 野田康行            | 第151、209、210話  |
| 061   |              |                        | 花田之謎團事件         | 山口宏     | 名村英敏 | 秦義人     | 加藤壯                         | 野田康行            | 第207、152、245話  |
| 061   |              | 借借你的右手           |                        | 山口宏     | 名村英敏 | 秦義人     | 加藤壯                         | 野田康行            | 第207、152、245話  |
| 061   |              | 黑色通知單             |                        | 山口宏     | 名村英敏 | 秦義人     | 加藤壯                         | 野田康行            | 第207、152、245話  |
| 062   |              |                        | 於別墅的幽靈           | 吉野弘幸   | 西森章   | 前園文夫   | 鈴木信一                       | 野田康行            | 第200、202、157話  |
| 062   |              | 茄子浪漫               |                        | 吉野弘幸   | 西森章   | 前園文夫   | 鈴木信一                       | 野田康行            | 第200、202、157話  |
| 062   |              | 硬幣調查               |                        | 吉野弘幸   | 西森章   | 前園文夫   | 鈴木信一                       | 野田康行            | 第200、202、157話  |
| 063   |              |                        | 死神乙女               | 橫手美智子 | 石宏     | 宇根信也   | 涉谷一彥                       | 野田康行            | 第313－315話       |
| 064   |              | 謊言與真相             | 謊言與真相             | 橫手美智子 | 石宏     | migmi      | 鈴木光 飯田清貴                | 野田康行            | 第316－317話       |
| 065   |              | 狐仙大人               | 狐仙大人               | 柿原優子   | 真野玲   | 真野玲     | 本橋秀之                       | 野田康行            | 第319、162、221話  |
| 065   | 咒錢罐       |                        |                        | 柿原優子   | 真野玲   | 真野玲     | 本橋秀之                       | 野田康行            | 第319、162、221話  |
| 065   | 被討厭的三世 |                        |                        | 柿原優子   | 真野玲   | 真野玲     | 本橋秀之                       | 野田康行            | 第319、162、221話  |
| 066   |              |                        | 散財的詛咒             | 高山克彥   | 高橋謙仁 | 高橋謙仁   | 新保卓郎                       | 野田康行            | 第273話            |
| 066   |              |                        | 被詛咒的靈視球         | 高山克彥   | 高橋謙仁 | 高橋謙仁   | 新保卓郎                       | 野田康行            | 第229－231話       |
| 067   |              |                        | 首男                   | 山口宏     | 高柳哲司 | 秦義人     | 加藤壯                         | 野田康行            | 第258話            |
| 067   |              |                        | 向月亮許願             | 山口宏     | 高柳哲司 | 秦義人     | 加藤壯                         | 野田康行            | 第165話            |
| 067   |              |                        | 第一屆秋刀魚大會       | 山口宏     | 高柳哲司 | 秦義人     | 加藤壯                         | 野田康行            | 第256話            |
| 068   |              |                        | 捕獲夢魔實習           | 吉野弘幸   | 大宙征基 | 真野玲     | 鈴木信一                       | 野田康行            | 第216－217話       |
| 069   |              |                        | 裡面是空的             | 吉野弘幸   | 宇根信也 | 宇根信也   | 涉谷一彥                       | 野田康行            | 第215話            |
| 069   |              |                        | 半途而廢的怪異         | 吉野弘幸   | 宇根信也 | 宇根信也   | 涉谷一彥                       | 野田康行            | 第129話            |
| 069   |              |                        | 松茸的波紋             | 吉野弘幸   | 宇根信也 | 宇根信也   | 涉谷一彥                       | 野田康行            | 第118話            |
| 070   |              |                        | 祝福之羽               | 吉野弘幸   | 鵜飼由紀 | 萩原露光   | 飯田清貴 鈴木光                | 野田康行            | 第252話            |
| 070   |              |                        | 河馬吉君               | 吉野弘幸   | 鵜飼由紀 | 萩原露光   | 飯田清貴 鈴木光                | 野田康行            | 第326話            |
| 070   |              |                        | 錄音帶的慘叫           | 吉野弘幸   | 鵜飼由紀 | 萩原露光   | 飯田清貴 鈴木光                | 野田康行            | 第261話            |
| 071   |              |                        | 又方又黑的東西         | 柿原優子   | 西森章   | 真野玲     | 本橋秀之                       | 野田康行            | 第213話－第214話   |
| 071   |              |                        | 胡同的近路             | 柿原優子   | 西森章   | 真野玲     | 本橋秀之                       | 野田康行            | 第334話－第335話   |
| 072   |              |                        | 戒指和印章             | 山口宏     | 大宙征基 | 高橋謙仁   | 新保卓郎                       | 野田康行            | 第253、226、179話  |
| 072   |              | 走廊的誘餌             |                        | 山口宏     | 大宙征基 | 高橋謙仁   | 新保卓郎                       | 野田康行            | 第253、226、179話  |
| 072   |              | 黑貓兒童會             |                        | 山口宏     | 大宙征基 | 高橋謙仁   | 新保卓郎                       | 野田康行            | 第253、226、179話  |
| 073   |              |                        | 金運蠟                 | 吉野弘幸   | 西森章   | 秦義人     | 加藤壮                         | 野田康行            | 第183、172、227話  |
| 073   |              | 櫥窗公仔與外套         |                        |            | 西森章   | 秦義人     | 加藤壮                         | 野田康行            | 第183、172、227話  |
| 073   |              | 還沒收到錢             |                        |            | 西森章   | 秦義人     | 加藤壮                         | 野田康行            | 第183、172、227話  |
| 074   |              |                        | 捕捉猛犬實習           | 高山克彥   | 西森章   | 真野玲     | 鈴木信一                       | 野田康行            | 第269、324、266話  |
| 074   |              | 金靈                   |                        | 高山克彥   | 西森章   | 真野玲     | 鈴木信一                       | 野田康行            | 第269、324、266話  |
| 074   |              | 惡靈的遺產             |                        | 高山克彥   | 西森章   | 真野玲     | 鈴木信一                       | 野田康行            | 第269、324、266話  |
| 075   |              |                        | 冥界的約定             | 橫手美智子 | 石宏     | 石宏       | 田村和彥                       | 野田康行            | 第259－260話       |

### 播放單位
| 播放日期                     | 播放時間                | 播放電視台  | 播放地區 | 範圍、備註 |
| ---------------------------- | ----------------------- | ----------- | -------- | ---------- |
| 2015年4月4日－9月19日        | 週六 17時30分－17時55分 | NHK教育頻道 | 日本全國 | 第1季      |
| 2015年10月3日－2016年3月26日 | 週六 17時30分－17時55分 | NHK教育頻道 | 日本全國 | 第1季重播  |
| 2016年4月9日－9月24日        | 週六 17時30分－17時55分 | NHK教育頻道 | 日本全國 | 第2季      |
| 2016年10月7日－2017年3月24日 | 週五 19時25分－19時50分 | NHK教育頻道 | 日本全國 | 第2季重播  |
| 2017年4月8日－9月23日        | 週六 17時35分－18時00分 | NHK教育頻道 | 日本全國 | 第3季      |
| 2018年4月8日－9月23日        | 週日 18時30分－18時55分 | NHK教育頻道 | 日本全國 | 第3季重播  |

| 播放日期               | 播放時間                | 刊登網站       | 備註                                                    |
| ---------------------- | ----------------------- | -------------- | ------------------------------------------------------- |
| 2015年4月4日－9月19日  | 週六 17時55分 刊登      | NHK On Demand  |                                                         |
| 2015年4月6日－9月21日  | 週一 12時00分 更新      | niconico頻道   | 第1話免費，第2話起1週內免費後下架。                     |
|                        |                         | 萬代頻道       | 第1話免費、第2話起1週免費後收費。已收費會員可欣賞全集。 |
|                        | 週一 22時30分－23時00分 | niconico生放送 |                                                         |
| 2015年4月13日－9月21日 | 週一 12時00分 更新      | GYAO！         | 第1話免費，第2話起1週免費後收費。 第1、2集同時刊登。    |

| 播放日期                               | 播放時間                                                                     | 播放電視台 | 播放地區 | 範圍、備註                                  |
| -------------------------------------- | ---------------------------------------------------------------------------- | ---------- | -------- | ------------------------------------------- |
| 2016年4月2日－2017年3月11日            | 週六 17時00分－17時30分 4月9日 11時00分－11時30分 10月8日 16時55分－17時25分 | ViuTV      | 香港     | 第1、2季 粵語配音                           |
| 2017年10月29日－2018年4月15日          | 週日 16時30分－17時00分                                                      | ViuTV      | 香港     | 第3季 粵語配音                              |
| 2017年7月7日－12月25日 7/18至11/29停播 | 週一至五 20時00分－21時00分 國語配音、二集連播                               | 東森電影台 | 臺灣     | 第1-50集 僅1-14集有重播時段                 |
| 2018年3月3日－3月18日                  | 週六至日 08時00分－10時00分 3/18為07時30分－10時00分                         | 東森電影台 | 臺灣     | 第51-75集 國語配音、多集連播 於電影時段播出 |

### DVD
第1季以每卷3話的方式收錄，總記8巻。第2季與第3季則是分成上下共兩卷、各卷12話的方式收錄在BOX套組。
第1季
| 卷數 | 發行日期       | 收錄話         | 規格編號   |
| ---- | -------------- | -------------- | ---------- |
| 1    | 2015年7月15日  | 第1話－第4話   | PCBP-53421 |
| 2    | 2015年8月19日  | 第5話－第7話   | PCBP-53422 |
| 3    | 2015年9月16日  | 第8話－第10話  | PCBP-53423 |
| 4    | 2015年10月21日 | 第11話－第13話 | PCBP-53424 |
| 5    | 2015年11月18日 | 第14話－第16話 | PCBP-53425 |
| 6    | 2015年12月16日 | 第17話－第19話 | PCBP-53426 |
| 7    | 2016年1月20日  | 第20話－第22話 | PCBP-53427 |
| 8    | 2016年2月17日  | 第23話－第25話 | PCBP-53428 |

第2季
| 卷數    | 發行日期       | 收錄話         | 規格編號   |
| ------- | -------------- | -------------- | ---------- |
| BOX上卷 | 2016年9月21日  | 第26話－第37話 | PCBP-62076 |
| BOX下卷 | 2016年12月21日 | 第38話－第50話 | PCBP-62077 |

第3季
| 卷數    | 發行日期       | 收錄話         | 規格編號   |
| ------- | -------------- | -------------- | ---------- |
| BOX上卷 | 2017年9月20日  | 第51話－第62話 | PCBP-62088 |
| BOX下卷 | 2017年12月20日 | 第63話－第75話 | PCBP-62089 |

### 網路廣播
廣播之輪迴…想聽嗎？（日语：ラジオのRINNE…みたいな？）
- 主要主持人：石川界人（六道輪迴役）
- 副主持人：德井青空（美穗役）、洲崎綾（理香役）
- 配信期間：2015年3月23日（第0回先行配信）、2015年4月6日－2015年9月28日（毎週一配信）、2015年9月28日－2016年3月28日（隔週星期一配信）
- 配信網站：HiBiKi Radio Station
- 嘉賓
  - 第11回：生天目仁美（六文役）
  - 第19回：木村良平（十文字翼役）
  - 第25回：三澤勝洸（Passepied）（動畫第1季ED&第2季OP主題歌主唱者）

### 合作活動
- 問答RPG 魔法使與黑貓維茲[39]（2015年6月22日－7月22日[40]）
- Mobage、Yahoo！Mobage（日语：Yahoo!モバゲー）－勇者換裝遊戲。2015年9月25日起，終了日未定。
- Weiß Schwarz－交換卡片遊戲。2016年7月15日發售。

## 腳註

## 外部連結
- 境界之輪迴 （页面存档备份，存于） （日語）－WEB Sunday官網。
- 電視動畫『境界之輪迴』官方網站 （日語）
- 境界之輪迴 （日語）－NHK動畫世界作品網站。
- 電視動畫「境界之輪迴」官方的X（前Twitter） （日語）
- 境界之輪迴…想看嗎？ （页面存档备份，存于） （日語）－電視動畫『境界之輪迴』官方部落格。
- 廣播之輪迴…想聽嗎？ （页面存档备份，存于） （日語）－電視動畫『境界之輪迴』網路廣播官網。
- 境界之輪迴（漫畫）在動畫新聞網百科全書中的資料（英文） （英文）